# Campo (álbum)
Campo es el título del álbum debut de Campo, el proyecto musical y la banda creada por el músico y productor Juan Campodónico, grabado en 2011, en Montevideo y el estudio Sunset Sound de Los Ángeles.
El disco tiene invitados como la cantante sueca Ellen Arkbro en el tema La Marcha Tropical que tiene un video de difusión,. Martín Rivero es la voz en Heartbreaks, Cumbio, Devil Waits (For Me), Across The Stars. Verónica Loza es la voz en El Viento, coro En Tu Lugar; Jorge Drexler voz en el tema 1987. Los músicos del disco son 
Luciano Supervielle en piano y teclados, 
Javier Casalla en violín
, Adrián Sosa en batería
, Gabriel Casacuberta: bajo, contrabajo En Zorzal
, Martín Ferres en bandoneón
Pablo Bonillaprogramaciones, xilófono en 1987;
Nicolás Arnicho: congas, bongó, triángulo; Juan Campodónico: Guitarra Eléctrica y acústica, sintetizador prophet, samples, programación, bajo en La Marcha Tropical, voz En Tu Lugar, voz En El Viento, silbido En Zorzal.
Tienen video la canción La Marcha Tropical, 1987 con imágenes del espacio, donde se puede ver a Juan Campodónico vestido de astronauta y tocando instrumentos junto a Loza, Rivero y Drexler tocando la guitarra.
El lanzamiento del disco fue en Montevideo, acompañado por el grupo que él integra Bajofondo. Entre las fusiones del disco, se impone la cumbia electrónica.

## Lista de canciones
Todos los temas compuestos por Juan Campodónico excepto donde se indica:

| N.º | Título                 | Duración |  |
| 1.  | «La Marcha Tropical»   | 4.25     |  |
| 2.  | «1987»                 | 2.55     |  |
| 3.  | «Heartbreaks»          | 3.31     |  |
| 4.  | «Turn On The Lights»   | 4.30     |  |
| 5.  | «Cumbio»               | 4.05     |  |
| 6.  | «El Viento»            | 4.21     |  |
| 7.  | «Tu Lugar»             | 3.21     |  |
| 8.  | «Zorzal»               | 3.09     |  |
| 9.  | «Devil Waits (For Me)» | 3.17     |  |
| 10. | «Across The Stars»     | 4.39     |  |

## Premios y honores
En la décima edición de los Premios Graffiti a lo mejor de la música Uruguaya, CAMPO fue nominado en 5 categorías: Mejor Álbum Electro Pop, Mejor Artista Nuevo, Mejor Tema del Año y Mejor Álbum del Año. Ganador del premio: Mejor Álbum Electro Pop. CAMPO además ganó el Premio Iris otorgado por el diario El País, a la Mejor canción del año con “La Marcha Tropical”. La canción 1987, recibió la nominación a los Premios Grammy Latinos en la categoría de Mejor Canción Alternativa en 2012.
Juan Campodónico fue nominado como Mejor Artista de América del Sur, en los MTV European Music Awards en 2012.
El disco Campo fue nominado al Premio Grammy en 2013, como Mejor Álbum Latino Rock, Urbano o Alternativo.
En 2014, la canción Cumbio fue nominada para los Premios Graffiti como mejor video.